# Antike Ksur von Ouadane, Chinguetti, Tichitt und Oualata
Die antiken Ksur von Ouadane, Chinguetti, Tichitt und Oualata in Mauretanien wurden 1996 in die UNESCO-Liste des Weltkulturerbes aufgenommen.
Ouadane und Chinguetti befinden sich in der Region Adrar, Tichitt in der Region Tagant und Oualata in der Region Hodh Ech Chargui. Diese Städte wurden um das 11. Jahrhundert als Haltepunkte für die Karawanen des Transsaharahandels gegründet.
Einst blühende Zentren der Sahara-Kultur, überleben diese Städte heute mit vielen Schwierigkeiten, nicht nur wegen des Verschwindens der Handelswege, sondern vor allem wegen des vorrückenden Wüstensandes.
| Ouadane |

| Chinguetti |

| Tichitt |

| Walata |

## Einzelbelege
1. ↑  UNESCO World Heritage: Ancient Ksour of Ouadane, Chinguetti, Tichitt and Oualata abgerufen am 17. Januar 2020 (englisch).
2. ↑  Outstanding Universal Value of Ancient Ksour of Ouadane, Chinguetti, Tichitt and Oualata abgerufen am 17. Januar 2020 (englisch).